# Recherche Bay
Koordinaten: 43° 32′ 52″ S, 146° 54′ 10″ O

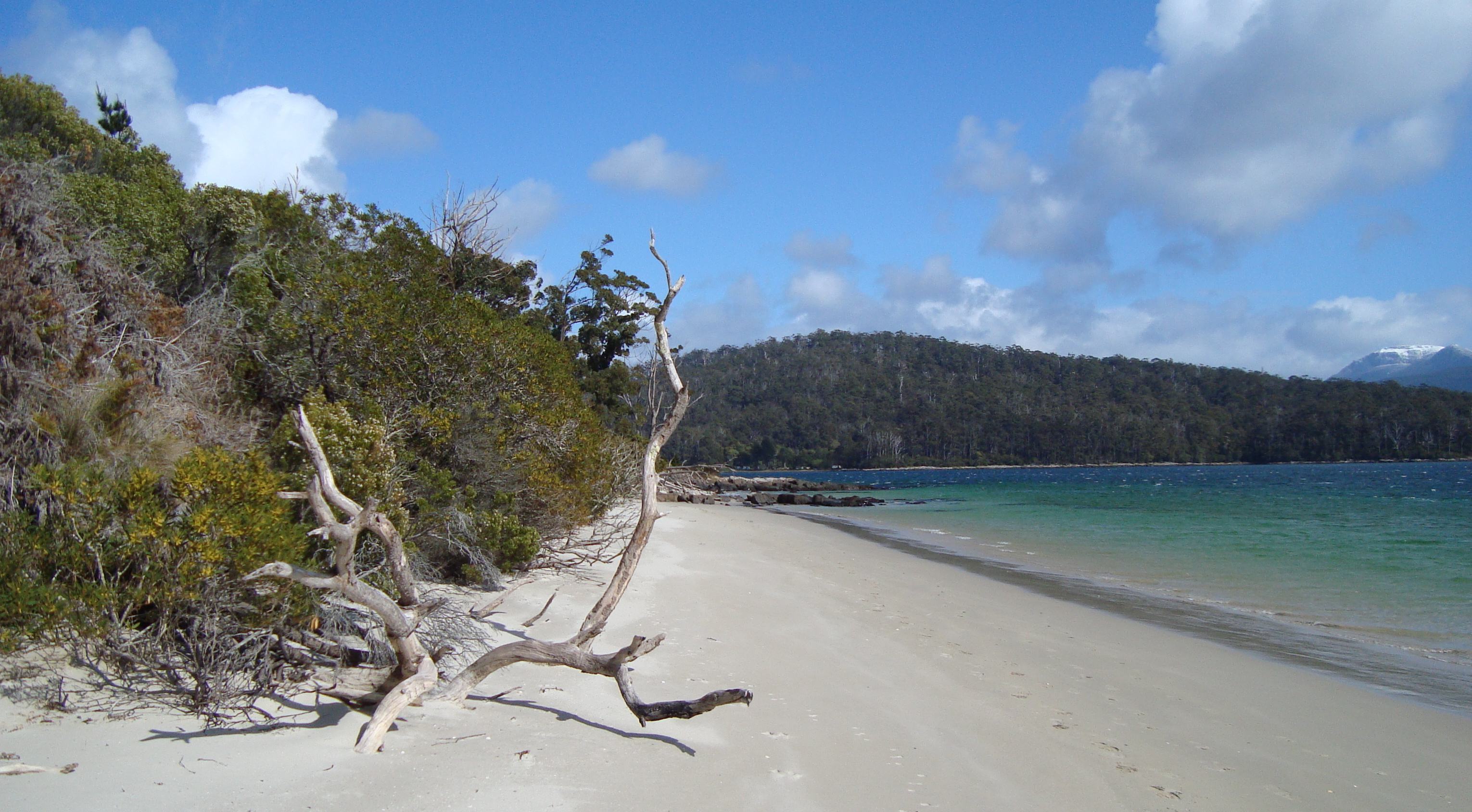
Ein Strandabschnitt in Recherche Bay in der Nähe von Cockle Creek, Tasmanien

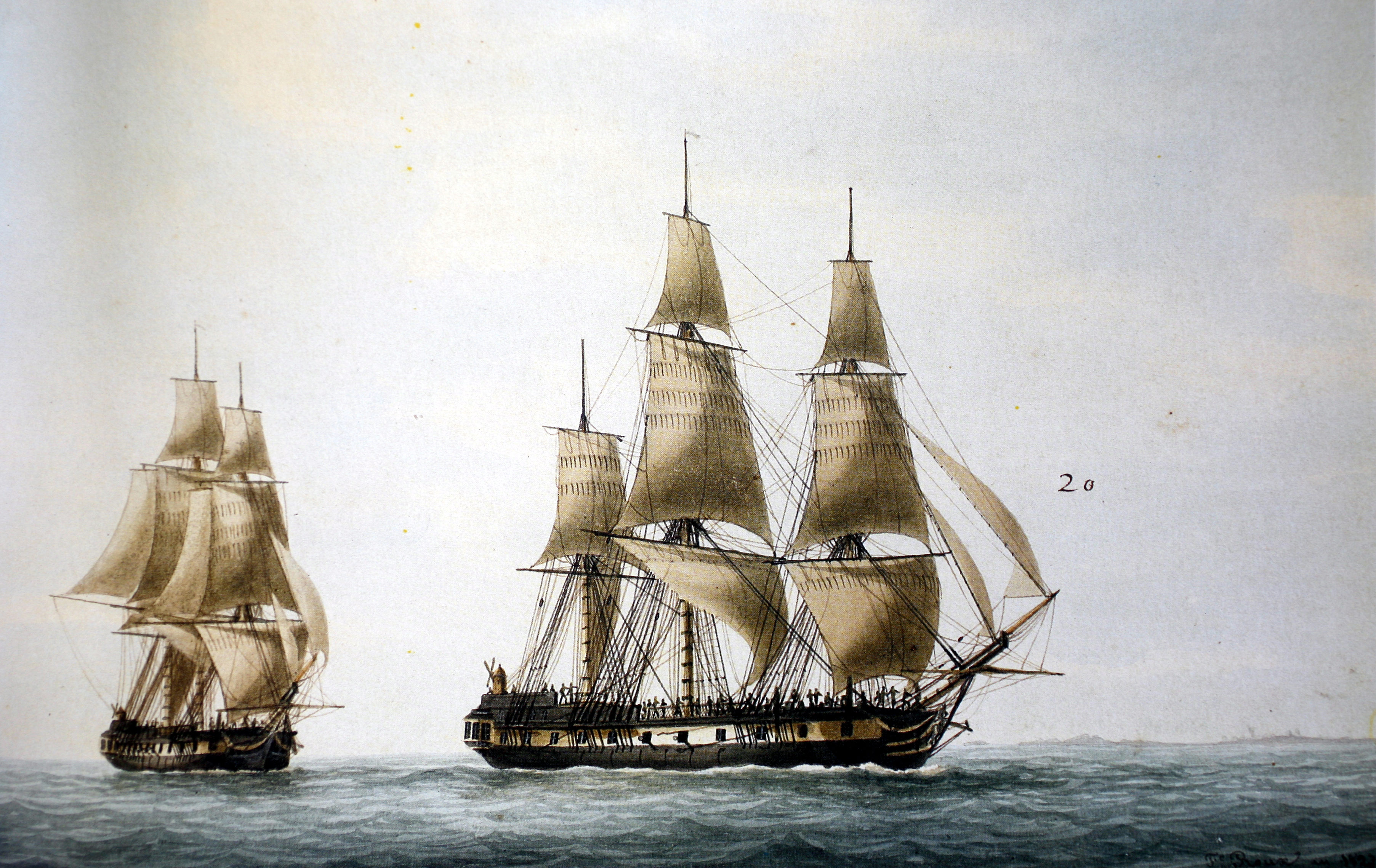
Die französischen Fregatten La Recherche und L'Espérance

Recherche Bay ist eine Bucht an der Südküste Tasmaniens in Australien. Die Einfahrt in die Bucht erfolgt von Osten. Recherche Bay ist nur etwa sechs nautische Meilen nördlich des Südostkap (englisch South East Cape) gelegen, des äußersten südlichen Ausläufers von Tasmanien und damit des südlichsten Punktes von Australien (abgesehen vom Antarktisteil).
Es war der erste tasmanische Ankerplatz der Suchexpedition von Bruni d'Entrecasteaux, um den verschollenen Entdecker La Pérouse zu finden. Sie ist nach einem der beiden Schiffe der Expedition benannt, der La Recherche. Der Name des andern Schiffes war L'Espérance und eine ähnliche Bucht, etwa 18 nautische Meilen nordnordöstlich, wurde nach Letzterem Schiff Port Esperance genannt.

## Französische Erforschung
Die Forscher bauten ein kleines Camp, einen Garten und ein wissenschaftliches Observatorium am Ufer der Recherche Bay. Diese Einrichtungen wurden im April 1792 für 26 Tage und dann wieder im Januar 1793 für 24 Tage benutzt. Beide Aufenthalte wurden gemacht, um sich zu erholen und die Vorräte zu ergänzen, jedoch wurde sehr viel Zeit auf wissenschaftliche Untersuchungen verwendet. Die Botaniker Jacques Labillardière, Claude Riche und Étienne Pierre Ventenat sammelten, beschrieben und katalogisierten fast 5000 Pflanzen einschließlich des Blauen Eukalyptus (Eucalyptus globulus) der später das pflanzliche Wahrzeichen Tasmaniens wurde. Die Expedition traf 1793 auch auf die dort wohnenden tasmanischen Aborigines und es entspann sich ein freundlicher Kontakt.
Das wissenschaftliche Observatorium in Recherche Bay war die Stelle des ersten geplanten wissenschaftlichen Experimentes auf australischer Erde. In diesem Observatorium konnte der Geowissenschaftler und spätere Konteradmiral Élisabeth-Paul-Édouard Rossel eine Versuchsreihe durchführen, die bewies, dass das Magnetfeld der Erde sich mit abnehmender bzw. zunehmender geographischer Breite veränderte.

## Besiedlung durch die Briten
Recherche Bay war ziemlich abgelegen von den Hauptsiedlungsgebieten der Europäer auf Tasmanien und durch seine geographische Lage den östlichen Stürmen ausgesetzt. Das schwierige Gelände und die Beschaffenheit des Bodens hielten die Europäer von Landwirtschaft ab. Daher wurde die Gegend um Recherche Bay von der britischen Besiedelung von Van Diemens Land nur wenig berührt. Während der 1830er und 1840er Jahre wurde eine Walfängerstation etabliert (wie auch im weiter nördlich und auch geschützt liegenden Port Esperance). Auch befand sich in Recherche Bay eine Lotsenstation, deren Lotsen die Schiffe den D'Entrecasteaux Channel hinauf und nach Hobart brachten. Walfänger kamen auch später sporadisch in die Bucht, um Wale zu verarbeiten, wobei zwei Schiffe, die Maria Orr im Jahre 1846 und die Offley im Jahre 1880 von Stürmen in der Bucht zerstört wurden. Die kommerzielle Hauptaktivität in den späten 1800er Jahren und den 1990er Jahren war die Holzwirtschaft, hauptsächlich um die Ortschaft Leprena, und Kohlenbergbau hauptsächlich um die Ortschaft Catamaran. Die Catamaran Coal Company benutzte die frühere Bark James Craig als Kohlenhulk in diesem Gebiet.

## Gegenwärtige Kontroversen
Im Jahre 2003 suchten die privaten Eigentümer der dortigen Wälder um eine Erlaubnis zum Fällen von Bäumen nach, was zu einer groß angelegten Kampagne führte, die Gegend gegen die forstwirtschaftliche Veränderung zu schützen.
Im Januar 2006 gab die Organisation Tasmanian Land Conservancy Pläne bekannt, die Wälder für einen Preis von 1,3 Millionen Australischen Dollar von den privaten Eigentümern zu kaufen. Der Geschäftsmann Dick Smith stiftete AU$100,000 für den Kauf.

## Zitat
„Es ist schwierig meine Gefühle zu beschreiben angesichts dieses einsamen Hafens, gelegen an einer extremen Stelle des Globus, so vollkommen eingeschlossen, dass man sich vom Rest des Universums abgeschlossen fühlt. Alles ist beeinflusst von der Wildheit der ungezähmten Landschaft. Bei jedem Schritt sieht man Schönheit der unverdorbenen Natur, mit Zeichen des Verfalls, Bäume die eine sehr große Höhe erreichen und einen entsprechenden Umfang haben, ohne Äste am Stamm, jedoch gekrönt von immerwährendem Grün. Einige dieser Bäume scheinen so alt wie die Welt selbst und sie sind so miteinander verschlungen, dass sie undurchdringlich sind.“